# 1985 في النمسا
فيما يلي قوائم الأحداث التي وقعت خلال عام 1985 في النمسا.

## سياسة

### تعيين في المنصب
- 1 يناير – فيرنر فايمان عضو البرلمان الإقليمي فيينا.

## مواليد

### يناير
- 6 يناير – مايكل لانغر لاعب كرة قدم نمساوي.

### فبراير
- 23 فبراير – إميلي كوكس

### أبريل
- 14 أبريل – كريستوف ليتغيب لاعب كرة قدم نمساوي.

### أغسطس
- 28 أغسطس – مانويل ويبر لاعب كرة قدم نمساوي.

### سبتمبر
- 17 سبتمبر – أوميت كوركماز لاعب كرة قدم نمساوي.

### نوفمبر
- 25 نوفمبر – روبرت ويبر لاعب كرة يد نمساوي.

### ديسمبر
- 18 ديسمبر – أنا إف.

## وفيات

### يناير
- 22 يناير – باول هارتيك (مواليد 1902) كيميائي ألماني.

### يوليو
- 20 يوليو – ليو ألكسندر (مواليد 1905)

### سبتمبر
- 30 سبتمبر – هربرت باير (مواليد 1900)

### أكتوبر
- 5 أكتوبر – كارل مينغر (مواليد 1902) رياضياتي نمساوي.

### نوفمبر
- 28 نوفمبر – يوزيف سميستيك (مواليد 1905) لاعب كرة قدم نمساوي.

### ديسمبر
- 28 ديسمبر – جوزيف لينس (مواليد 1890) فيزيائي نمساوي.